# أكاديمية الإمارات لإدارة الضيافة
أكاديمية الإمارات لإدارة الضيافة ( EAHM ) في دبي هي أول جامعة من نوعها في مجال ضيافة محلية في الإمارات العربية المتحدة. جزء من مجموعة فنادق ومنتجعات جميرا التي تضم فنادق شهيرة مثل برج العرب ، وهي تقدم تعليمًا عالميًا في مجال الضيافة على مستوى البكالوريوس والدراسات العليا.
شهادة الأكاديمية معتمدة من قبل وزارة التربية والتعليم في الإمارات العربية المتحدة، ومعهد الضيافة في المملكة المتحدة، والمركز الدولي للتميز في تعليم السياحة والضيافة (THE - ICE) في استراليا. ومعترف بها من قبل وزارة التعليم في المملكة العربية السعودية، والصين.
وفي عام 2021  وقعت أكاديمية الإمارات لإدارة الضيافة مع جمعية الإمارات لمتلازمة داون(EDSA) مذكرة تفاهم بهدف تقديم التدريب العملي والخبرات لذوي متلازمة داون في مجال الضيافة 

## معرض الصور

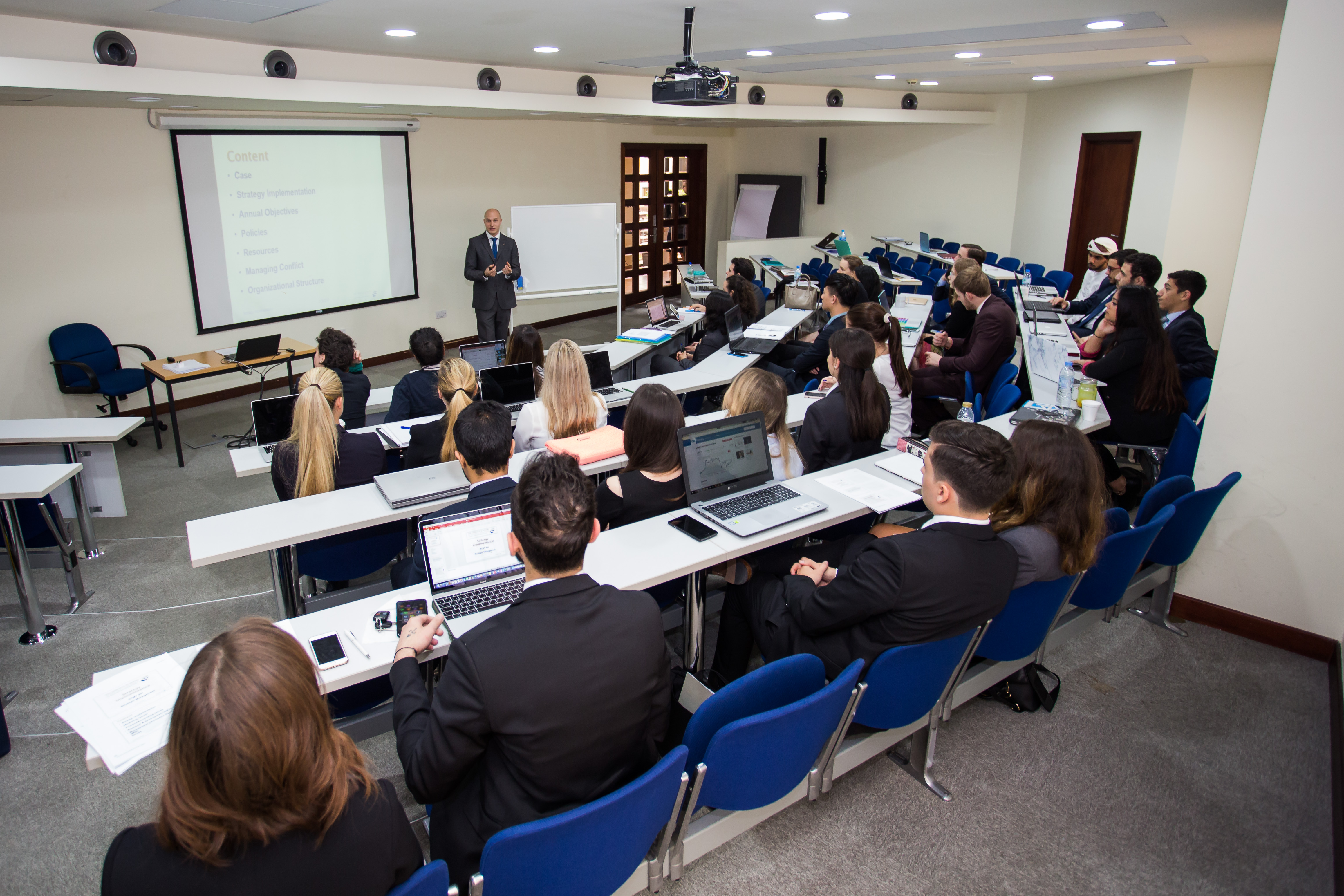
قاعة محاضرات في أكاديمية الإمارات لإدارة الضيافة

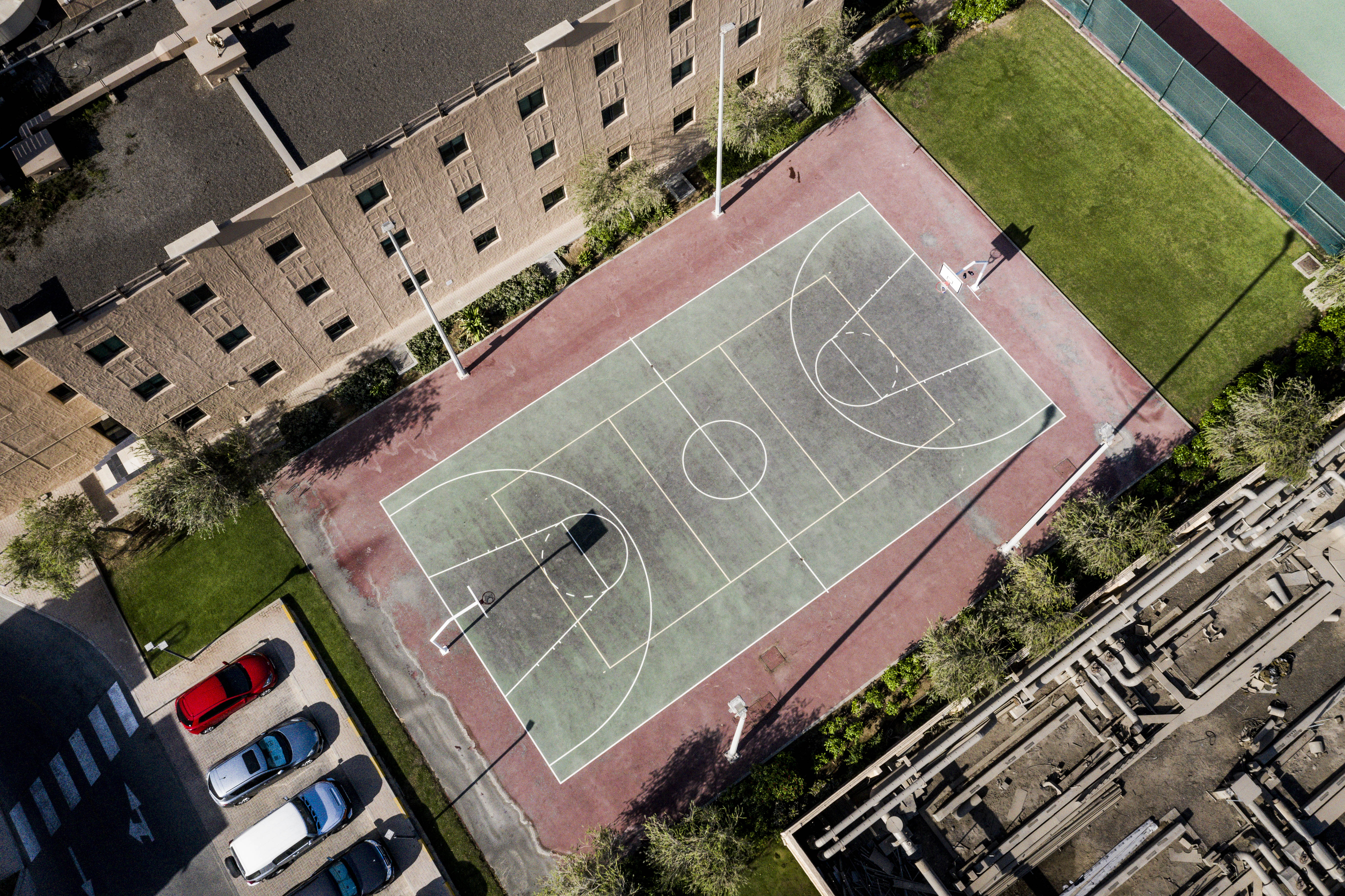
ملعب رياضي في أكاديمية الإمارات لإدارة الضيافة

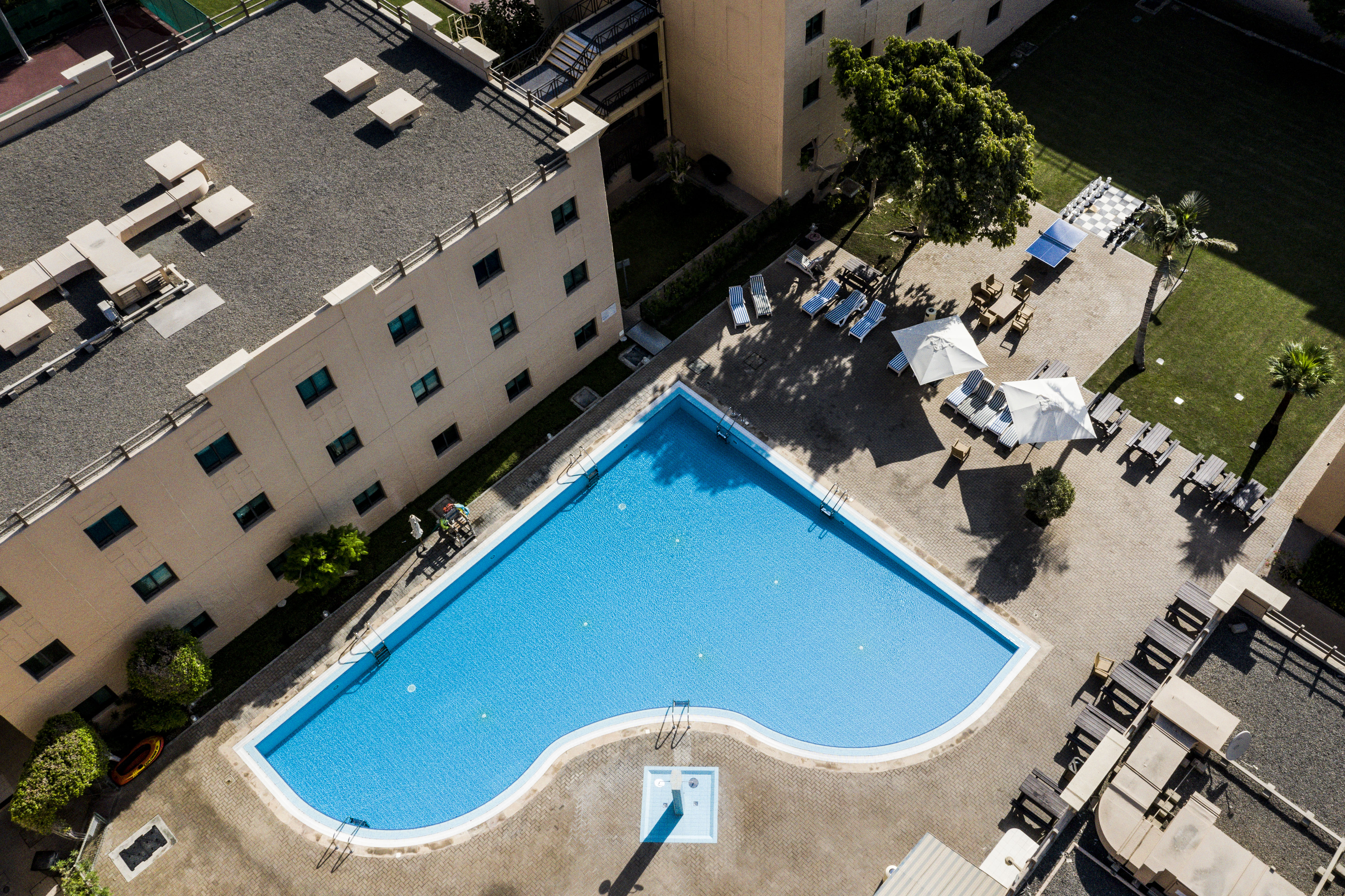
حوض سباحة في أكاديمية الإمارات لإدارة الضيافة

## البرامج التعليمية التي توفرها الأكاديمية
من أهم البرامج التي توفرها الأكاديمية:
- بكالوريوس إدارة الأعمال في إدارة الضيافة الدولية

- ماجستير إدارة الضيافة الدولية

## أهداف الأكاديمية
تهدف الأكاديمية إلى :
- تأمين  برامج أكاديمية تطبيقية تساعد الطلاب في تطوير مستواهم و ومهاراتهم
- تأمين بحوث صناعية وتجارية ومجتمعية ملائمة لسوق العمل في قطاعي الضيافة والسياحة
- توقير  بيئة دراسية مناسبة  للطلاب
- إقامة شراكات عالمية  مع الجهات المعنية بقطاعي الضيافة والسياحة

## التقييم عالمياً
تحتل الأكاديمية المرتبة الأولى في المنطقة 
وتصنف ضمن أفضل 10 أكاديميات ضيافة في العالم وفقاً لموقع Educations.com

## روابط خارجية
الموقع الرسمي لأكاديمية الإمارات لإدارة الضيافة
- الموقع الرسمي
- اعتماد CAA